# Ulcot
Ulcot är en kommun i departementet Deux-Sèvres i regionen Nouvelle-Aquitaine i västra Frankrike. Kommunen ligger i kantonen Argenton-les-Vallées som tillhör arrondissementet Bressuire. År 2018 hade Ulcot 59 invånare.

## Befolkningsutveckling
Antalet invånare i kommunen Ulcot
| Referens: INSEE |